# Czesław Bartolik
Czesław Bartolik (ur. 16 kwietnia 1918 w Petersburgu, zm. 29 marca 2008 w Gdyni) – polski piłkarz oraz trener głównie klubów trójmiejskich.

## Kariera piłkarska
Był wychowankiem KS-u Gdynia, następnie został piłkarzem Kotwicy Gdynia i Gedanii Gdańsk. Po wybuchu II wojny światowej został on wysiedlony do Krakowa, gdzie reprezentował barwy Garbarni Kraków i Grobli Kraków w Okupacyjnych Mistrzostwach Krakowa.

## Kariera trenerska
Po zakończeniu II wojny światowej wrócił na Wybrzeże i rozpoczął karierę trenerską. W latach 1951–1953 był trenerem Lechii Gdańsk, z którą w sezonie 1951 awansował do I ligi. Następnie prowadził: Odrę Opole, Polonię Gdańsk, Bałtyk Gdynia (awans do II ligi w 1959 roku) i Flotę Gdynia.
W latach 1964–1967 prowadził drużynę piłkarską na flagowym statku Polskich Linii Oceanicznych MS Batory, z którą zdobył mistrzostwo ligi atlantyckiej.

## Śmierć
Zmarł dnia 29 marca 2008 roku w Gdyni w wieku niespełna 90 lat. Został pochowany na cmentarzu w gdyńskiej dzielnicy – Orłowie.

## Sukcesy

### Piłkarz
- 3. miejsce w Okupacyjnych Mistrzostwach Krakowa: 1940, 1943 z Garbarnią Kraków

### Trener
- awans do ekstraklasy: 1951 z Lechią Gdańsk
- awans do II ligi: 1959 z Bałtykiem Gdynia
- mistrzostwo ligi atlantyckiej: 1966 z MS Batory